# Eef Barzelay
Eef Barzelay és un músic israelià establert a Nashville (Estats Units). És el principal compositor i cantant de la formaciód'alt- country/indie Clem Snide. El 2006 Barzelay va enllestir el solo àlbum Bitter Honey, en què l'artista ens presenta un folk acústic de veu i guitarra. La revista Rolling Stone va classificar Ballad of Bitter Honey com una de les cent millors cançons del 2006. Un any més tard, compon moltes de les cançons originals de la pel·lícula Rocket Science, i escriu i grava cinc cançons de la banda sonora de Rudderless, com Sam Spirals o A Day on the Water.

## Discografia
- Bitter Honey (CD) – spinART, 2006
- Rocket Science (Original Motion Picture Soundtrack) (CD)- Lakeshore Records, 2007
- Lose Big (CD) – 429 Records, 2008
- Black Tin Rocket: Songs of the Transmissionary Six EP (Digital Download)- Bandcamp release, 2011
- Bitter Honey (Redux) (Digital Download) – Bandcamp Release, 2011
- Clem Snide's Journey (Vinyl, Digital Download)- Bandcamp release, 2011
- Fan Chosen Covers (Best lets see if this works Of) (Digital Download) Bandcamp, 2011